# Antillocoris pallidus
Antillocoris pallidus är en insektsart som först beskrevs av Philip Reese Uhler 1894.  Antillocoris pallidus ingår i släktet Antillocoris och familjen Rhyparochromidae. Inga underarter finns listade i Catalogue of Life.